# The Golden Girls
The Golden Girls is een Amerikaanse televisieserie over vier vrouwen op leeftijd die samen in één en hetzelfde huis wonen in Miami. De serie werd van 14 september 1985 tot 7 september 1992 uitgezonden door NBC. In Nederland werd de serie vanaf 1986 uitgezonden bij de VARA. NBC-kaderlid Boris Tartikoff deed het idee voor de serie op toen hij bij zijn oudere tante op bezoek was. De buurvrouw was haar beste vriendin en hoewel de twee de gehele tijd kibbelden waren ze beste vrienden en hielden ze van elkaar. Tartikoff dacht dat dit een goede comedy zou zijn en The Golden Girls was geboren.

## Rolbezetting
- Beatrice Arthur (1922-2009) als Dorothy Zbornak
- Betty White (1922-2021) als Rose Nylund
- Rue McClanahan (1934-2010) als Blanche Devereaux
- Estelle Getty (1923-2008) als Sophia Petrillo

## Personages
- Dorothy Zbornak-Petrillo

Dorothy Zbornak-Petrillo is opgegroeid in Brooklyn (New York), waar ze werd geboren in 1929. Ze werd opgevoed door haar moeder Sophia Petrillo en haar vader Salvador Petrillo, immigranten uit Italië. Haar moeder noemt haar vaak liefkozend 'pussycat'. Dorothy heeft een jongere broer, Phil (hij overleed later in de serie), en een jongere zus, Gloria. Nadat Dorothy in haar middelbare jaren naar Miami verhuisde, bleef ze aan het werk als een invalleerkracht.
Op de middelbare school maakte Stanley Zbornak Dorothy zwanger, vandaar dat de twee trouwden. Stan en Dorothy waren 38 jaar getrouwd, maar Stan ging vaak vreemd en dumpte Dorothy uiteindelijk voor een stewardess genaamd Chrissy. Dorothy heeft twee kinderen: Michael en Kate. Ook heeft ze één kleinkind genaamd Robbie (de zoon van Michael en zijn vrouw Lorraine). In de serie komt Robbie nauwelijks ter sprake.
Hoewel Dorothy en Stan gescheiden waren, kwam Stan toch regelmatig langs in de serie. Meestal zocht hij steun bij Dorothy wanneer er iets mis ging in zijn leven. Hij zag Dorothy als een warme, betrouwbare vrouw, ondanks het feit dat hij zelf een einde aan hun huwelijk had gemaakt. Dorothy kwam uit deze scheiding als een sterke, zelfstandige vrouw. Stan werd juist afhankelijker en kinderlijker. In de latere seizoenen gingen de twee weer nauw met elkaar om en maakten zelfs weer trouwplannen. Dorothy wilde op het laatste moment toch niet met Stan trouwen, omdat Stan wilde dat Dorothy op huwelijkse voorwaarden zou trouwen.
In de laatste aflevering van de serie, trouwt Dorothy met de oom van Blanche, Lucas Hollingsworth. Haar naam werd toen dus Dorothy Hollingsworth-Petrillo. Stan was treurig omdat hij zag dat Dorothy doorging met haar leven en dat zonder hem, maar hij wenste haar toch een gelukkig huwelijk toe. Ze werd gespeeld door Beatrice Arthur.
- Blanche Devereaux-Hollingsworth

Blanche Devereaux-Hollingsworth is een Zuidelijke schone. Ze groeide op op een plantage, net buiten Atlanta (Verenigde Staten). Blanche was altijd de oogappel van haar vader (Big Daddy), ook al probeerde ze vaak genoeg om dit niet te zijn. Blanche had een haat-liefderelatie met haar zussen Charmaine en Virginia. Ze had het ook moeilijk met de coming-out van haar broer Clayton en met de psychische stoornis van haar andere broer, Tad.
Het huis op Richmond Street is aan het begin van de serie van Blanche. Ze woonde daar vele jaren met haar echtgenoot George. Later in de serie verkoopt ze delen van het huis aan Dorothy en Rose. Blanche en George hebben vijf kinderen; twee dochters, Rebecca en Janet, en drie zonen, Matthew (bijnaam Skippy), Biff en Doug.
Later in de serie komt Blanche erachter dat George nóg een zoon heeft, David. Deze jongen komt namelijk langs bij Blanche om zijn vader George te zoeken die hij nog nooit gezien heeft. Door dit voorval komt aan het licht dat George tijdens zijn huwelijk met Blanche is vreemdgegaan. Blanche heeft het hier erg moeilijk mee.
Blanche is een behoorlijke mannenverslindster. Ze heeft dan ook de meeste aanbidders. Aan de keukentafel vertelt Blanche graag haar verhalen over haar talloze afspraakjes met mannen, soms tot verveling van Dorothy, Rose en Sophia.
Blanche is ontzettend ijdel en ze doet zich altijd jonger voor dan ze werkelijk is. Haar echte leeftijd wordt nooit genoemd, maar in seizoen 3, aflevering 25 ("Mothers Day"), komt de kijker erachter dat Blanche 17 was in 1949. Dat betekent dat ze aan het begin van de serie 53 was en 60 aan het eind.
Blanche kan het moeilijk met haar beide zussen Virginia en Charmaine vinden. Bij de eerste heeft ze moeite om haar nier aan haar af te staan voor een operatie en bij de laatste krijgt ze hoogoplopende ruzie als ze haar verdenkt van het schrijven van een liefdesroman die gebaseerd zou zijn op haar avontuurtjes. Met haar broer Clayton kan ze beter opschieten, al heeft ze moeite met het accepteren van zijn homoseksuele aard, vooral als hij het aanlegt met een politieagent, Doug. Ze houdt wel erg van haar vader Curtis Hollingsworth, bijgenaamd Big Daddy, die na de dood van haar moeder trouwde met een veel jongere vrouw waar ze niets van moest hebben. Ook haar moeder Elisabeth komt in beeld tijdens een terugflits over Blanches laatste kerstmis met haar in het bejaardentehuis. Ze had ook een gouvernante, de zwarte Viola Watkins, die haar opbiecht een liefdesverhouding gehad te hebben met haar vader.
Blanche werkt in een kunstmuseum. Haar baas, Mr. Allen, is ontzettend aardig, maar hij gaat wel vreemd met de vrouw van zijn beste vriend. Dorothy werkt ook een tijdje in dit museum. Blanche heeft ook een latrelatie met Mel Bushman, totdat deze, naar aanleiding van een valse rouwadvertentie over Blanche, besluit om terug te keren naar zijn ex-vrouw. Ze werd gespeeld door Rue McClanahan.
- Sophia Petrillo-Spirelli

Sophia Petrillo-Spirelli is de oudste. Ze is de moeder van Dorothy Zbornak en ze is geboren en getogen in Sicilië. Naast dat ze sarcastisch en vaak scherp uit de hoek kan komen, is ze ook erg sluw en steelt ze geld van haar dochter Dorothy. In de eerste aflevering kwam zij in het huis van Blanche omdat het bejaardentehuis Shady Pines is afgebrand. Sindsdien woont ze bij haar drie vriendinnen. Ze heeft een broer genaamd Angelo en een zuster genaamd Angela. Met haar zuster heeft ze een haatliefdeverhouding. De eerste keer omdat zij gelooft dat Angela aan iedereen in haar dorp op Sicilië had verteld dat ze was aangerand door Salvatore (niet haar man). De tweede keer omdat ze gelooft dat zij haar vriendje Tony had willen afpakken van haar. Ze werd gespeeld door Estelle Getty.
- Rose Nylund-Lindstrom

Rose Nylund-Lindstrom is een dom blondje uit een Noorse gemeenschap in Minnesota. Vaak maakt ze haar vriendinnen gek met haar stommiteiten of met haar verhalen over St. Olaf (het dorpje waar zij vandaan komt). Ook haar Noorse uitspraken zijn grappig om te horen, bijvoorbeeld het toetje "Genurkenflurken". Ze werd gespeeld door Betty White.
Ze was getrouwd met Charlie Nylund, die in het begin gewoon Charles werd genoemd en ze heeft een dochter genaamd Kirsten en een kleindochter Charlene, die Charley wordt genoemd naar haar grootvader. Haar kleindochter keert in de vervolgserie "The Golden Palace" in de aflevering "Sex, Lies & Tortillas" als tiener terug in het hotel van haar grootmoeder.
- Stanley "Stan" Zbornak

Stan Zbornak is de ex-man van Dorothy Zbornak. Hij heeft Dorothy ergens in de jaren veertig zwanger gemaakt en was daarom gedwongen om met haar te trouwen. Het huwelijk heeft 38 jaar geduurd tot hij ervoor koos om met een jonge stewardess Chrissy verder te gaan. Stan is een grote mislukkeling met grote plannen, maar een hoop pech. Hij probeert steeds geld te lenen bij anderen. Voorheen was hij handelsagent in snuisterijen, maar daar is hij mee gestopt. Stan trouwde later in de serie met ene Catherine, maar ook dat verliep slecht. Ergens in seizoen zeven erfde hij het appartement van zijn oom Morris. Hij kreeg succes toen hij de aardappelopener uitvond, waar hij patent op aan vroeg. Hij kreeg ook problemen toen bleek dat het appartement van zijn oom niet aan de voorschriften voldeed en de oom van Dorothy, Angelo Spirelli, hem aanklaagde. Hij werd gespeeld door Herbert Edelman. In de zevende seizoen lopen hij en Dorothy bij een psychiater dokter Harris die Stan helpt om van zijn hardnekkige aanhankelijkheid aan Dorothy af te komen. Eerst projecteert Stan zijn aanhankelijkheid voor Dorothy op een levenloos voorwerp die een aap moet voorstellen, maar later wordt hij verliefd op Dorothy's zuster Gloria. In de laatste aflevering is Stan de chauffeur van de limousine die Dorothy naar de kerk moet brengen en zegt hij tegen Dorothy dat hij haar alle geluk van de wereld gunt. In de vervolgserie "The Golden Palace" keert hij terug in de aflevering "One Angry Stan" waarin hij zijn dood in scène heeft gezet om zo de Internal Revenue Service te ontlopen en begint hij een nieuw leven als scheepskelner op een vrachtschip dat naar Madrid gaat. 
- Miles Weber, alias Nicholas Carbone

Rose Nylund ontmoette Miles Weber als een geleerde professor. Eerst dacht ze niet bij hem te passen vanwege haar ongeletterdheid, maar later heeft ze zich toch met hem verzoend. Later kreeg Rose nog problemen met de dochter van Miles die vond dat haar vader nog niet toe is aan een relatie met een andere vrouw. Miles Weber bekende ook dat hij eigenlijk geen professor is en ook niet Miles Weber heet. Zijn echte naam is Nicholas Carbone en hij was accountant in dienst van de beruchte topcrimineel de Kaasboer (Engels: The Cheeseman). Hij moest tegen de Kaasboer getuigen. Maar door een slordigheidje kwam de Kaasboer vrij en moest Carbone een nieuwe identiteit krijgen. Later moest Miles weer een nieuw identiteit krijgen omdat de Kaasboer achter zijn valse identiteit is gekomen. Hij werd een amish en heette voortaan Samuel Planckmaeker. Miles keert terug naar Rose die het aan heeft gelegd met ene Carl die de Kaasboer blijkt te zijn. Carl wordt ingerekend en Miles en Rose konden weer samen verder. Miles heeft ook een keer Dorothy bij ongeluk gezoend waardoor ze niets aan Rose durven te zeggen, maar die vatte de kus heel sportief op. Hij werd gespeeld door Harold Gould. In de vervolgserie "The Golden Palace" komt hij in twee afleveringen - "Miles We Hardly Know Ye" en "Rose & Fern" terug waarin hij in de eerste aan Rose vertelt dat hij verliefd is geworden op een andere vrouw en in de tweede waarin hij gaat trouwen en de bruiloft viert in haar hotel. 
- Angelo Spirelli

Angelo Spirelli is de broer van Sophia en de oom van Dorothy. Hij was op Sicilië ook de priester die hun huwelijk inzegende. Daarom wilde Sophia dat Stan en Dorothy net deden alsof ze nog getrouwd waren. Maar later bekende Angelo dat hij helemaal geen priester is omdat hij onderweg naar het seminarie de vrouw van zijn leven ontmoette en ervoor koos met haar te trouwen. Om zijn familie niet teleur te stellen, heeft hij vijftig jaar net gedaan alsof hij priester was. In de latere seizoenen komt Angelo Spirelli bij Dorothy en Sophia, omdat hij al zijn geld en bezittingen heeft verpatst om aan de grillen van een jonge vrouw te kunnen voldoen. Hij kon in het appartement van Stan intrekken. Later heeft hij, samen met Rose Nylund die een baan had gekregen als verslaggeefster, zowel Stan als Dorothy publiekelijk aan de schandpaal genageld toen bleek dat het appartement van Stan niet aan de voorschriften voldeed. Hij werd gespeeld door Bill Dana.

## Muziek
Leader "Thank You For Being A Friend" wordt gezongen door Cynthia Fee. Het nummer werd van oorsprong geschreven en ingezongen door Andrew Gold, en stond op zijn album All This and Heaven Too uit 1978. Het nummer is pas later hergebruikt voor de televisieserie.

## Prijzen
| Categorie                                                   | Gewonnen in      |
| ----------------------------------------------------------- | ---------------- |
| Beste komedieserie                                          | 1986, 1987       |
| Beste actrice in een komedieserie                           | 1986, 1987, 1988 |
| Beste vrouwelijke bijrol in een komedieserie                | 1988             |
| Beste regie van een komedieserie                            | 1987             |
| Beste technische regie/elektronisch camerawerk in een serie | 1986, 1988, 1992 |
| Beste script in een komedieserie                            | 1986             |

| Categorie                                       | Gewonnen in      |
| ----------------------------------------------- | ---------------- |
| Beste komische of muzikale serie                | 1986, 1987, 1988 |
| Beste actrice in een komische of muzikale serie | 1986             |

## DVD en herhalingen
In de Verenigde Staten en verscheidene andere landen wordt de serie nog herhaald, in Nederland zijn de afleveringen uitgebracht op dvd. De afleveringen worden daarop volledig getoond, er zijn geen scènes weggeknipt zoals dat op televisie vaak wel het geval is. Alleen de eerste drie seizoenen zijn in Nederland verkrijgbaar (in tegenstelling tot bijvoorbeeld buurland Duitsland waar meer seizoenen zijn uitgebracht).
De Nederlandse (gay-)lifestyle zender OUTTV zendt de serie regelmatig uit. Sinds februari 2013 is de serie dagelijks op Comedy Central Family te zien.

## Trivia
- Beatrice Arthur speelt de dochter van Estelle Getty, maar was in werkelijkheid ouder dan zij.
- De serie Empty Nest is een spin-off van de serie, net als de serie Nurses.
- Na het einde van de serie, werd deze opgevolgd door The Golden Palace, waarin Rose, Blanche en Sophia hun huis verkopen en samen een hotel beginnen.
- De serie werd nagedaan in "De TV Kantine", een programma van RTL 4 waarin Irene Moors (Dorothy), Viola Holt (Blanche), Willeke Alberti (Sophia) en Loretta Schrijver (Rose) de dames spelen.
- In 2012-2013 werd een Nederlandse versie van deze serie gemaakt met in de hoofdrollen: Loes Luca, Beppie Melissen, Cecile Heuer en Pleuni Touw.

## Afleveringen
Zie: Lijst van afleveringen van The Golden Girls